# District de Manguistaou
Le  district de Manguistaou (en kazakh : Маңғыстау ауданы) est un district de l'oblys de Manguistaou au sud-ouest du Kazakhstan.

## Géographie
Son centre administratif est la ville de Shetpe.

## Démographie
En 2013 le district a une population de 33 599 habitants.